# 圣伯努瓦代松布尔
圣伯努瓦德松布尔（法語：Saint-Benoît-des-Ombres，法語發音：[sɛ̃ bənwa de.z‿ɔ̃bʁ]）是法国厄尔省的一个市镇，属于贝尔奈区。

## 地理
圣伯努瓦德松布尔（49°13'53"N, 0°37'19"E）面积3.63 平方千米，位于法国诺曼底大区厄尔省，该省份为法国北部内陆省份，北起滨海塞纳省，西接奧恩省和卡爾瓦多斯省，南至厄尔-卢瓦省，东临瓦兹省、瓦兹河谷省和伊夫林省。
与圣伯努瓦德松布尔接壤的市镇（或旧市镇、城区）包括：圣格雷瓜尔-迪维耶夫尔。
圣伯努瓦德松布尔的时区为UTC+01:00、UTC+02:00（夏令时）。

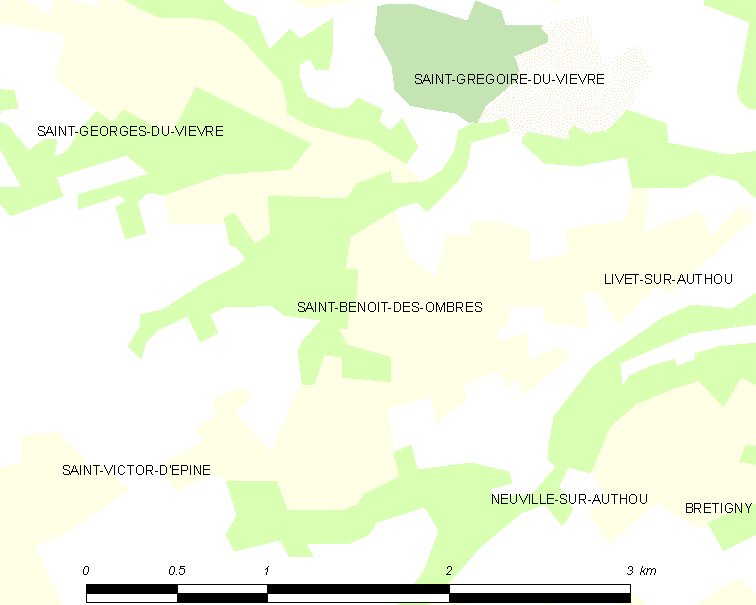
圣伯努瓦德松布尔的OSM定位图

## 行政
圣伯努瓦德松布尔的邮政编码为27450，INSEE市镇编码为27520。

## 政治
圣伯努瓦德松布尔所属的省级选区为伯兹维尔县。

## 人口

1962-2008年间圣伯努瓦德松布尔人口变化图示

圣伯努瓦德松布尔于2022年1月1日时的人口数量为142人。